# Ebba Wrede (rektor)
Ebba Elisabeth Wrede, född 29 december 1914 i Helsingfors, död där 2010, var en finländsk skolledare.
Wrede, som var dotter till forstmästare Allan Einar Reuter och Dora Maria Collan, blev student 1933, filosofie kandidat 1941 och filosofie magister 1943. Hon var lektor i historia och samhällslära samt rektor vid Heurlinska skolan i Åbo 1947–1955, äldre lektor och rektor vid Åbo svenska flicklyceum 1955–1964 samt äldre lektor och rektor vid Strömborgska läroverket i Borgå från 1964. Hon var nordisk utbyteslärare i Sverige 1955 och i Norge 1959.
Wrede var lärare i pedagogik vid Åbo hemslöjds- och handarbetslärarinstitut 1950–1952 och lärare i samhällslära vid Åbo svenska arbetarinstitut. Hon var medarbetare i tidningen Astra, svensk sekreterare i Åbo distrikt av Läroverkslärarnas centralförbund 1951–1961, ordförande i Pohjola-Norden i Åbo 1957–1964, i Svenska Kvinnoförbundets elevhemsstyrelse från 1960, viceordförande i Svenska Kvinnoförbundet i Åbo, medlem av direktionen för Borgå svenska medborgarinstitut och av Borgå stads skolberedningskommitté. Hon ingick 1939 äktenskap med friherre Rabbe Casper Wrede (skild 1947).